# Praça Carlos Chagas
Mais conhecida como Praça da Assembleia, a Praça Carlos Chagas está localizada no bairro Santo Agostinho em Belo Horizonte. No centro da praça está a Igreja Nossa Senhora de Fátima, cercada por jardins projetados por Burle Marx. Ampla área equipada com playground e pista para caminhada. Nela também fica a Assembleia Legislativa de Minas Gerais, daí o nome mais comum. Atualmente na praça há estátuas de três importantes figuras para o estado de Minas Gerais: Tancredo Neves, Ulysses Guimarães e Teotônio Vilela.